# Économie de Nauru
 (décembre 2012).
 (octobre 2020).
Si vous disposez d'ouvrages ou d'articles de référence ou si vous connaissez des sites web de qualité traitant du thème abordé ici, merci de compléter l'article en donnant les références utiles à sa vérifiabilité et en les liant à la section « Notes et références ».
L'économie de Nauru, île située dans le Pacifique, était fortement liée aux gisements de phosphate jusqu'à leurs épuisements progressifs à partir des années 1990. Elle s'ouvre désormais à des activités de paradis fiscal, de vente de passeports, ou encore d'accueil de centre de réfugiés pour l'Australie afin d'enrayer son effondrement.

## Histoire
L'île de Nauru est successivement colonisée par l'Allemagne puis l'Australie qui extraient massivement le phosphate présent sur l'île. En 1968, elle acquiert son indépendance — devenant la plus petite République au monde — et nationalise la Nauru Phosphate Corporation, l'entreprise en charge de l'extraction du phosphate. Pendant 30 ans, Nauru jouit d'une économie florissante. En 1974, le phosphate génère un bénéfice de 225 millions d'euros. Cela profite à la faible population de l'État et son produit intérieur brut (PIB) par habitant (PIBH) est alors presque trois fois supérieur à celui des États-Unis pourtant extrêmement élevé.
Les dirigeants ont décidé d'offrir aux Nauruans une multitude d'avantages sociaux en exonérant la population de toutes formes de taxes et d'impôts et en finançant le téléphone, l'électricité et le logement. De plus, les jeunes désirant poursuivre leurs études en Australie pouvaient le faire sans frais.
L'État investit dans l'immobilier à l'international et finance la création d'Air Nauru dont les vols couvrent une partie de l'Océanie. À partir des années 1990, l'épuisement des ressources en phosphate, la mauvaise gestion des caisses de l'État et une augmentation des problèmes de santé (95 % d'obèses selon l'OMS) mènent le pays vers la faillite, en laissant 80 % du territoire détruit par les exploitations minières. 
Le gouvernement s'est lourdement endetté au point de devoir licencier le tiers de la fonction publique. Un rationnement de l'eau et de l'électricité a été instauré et les investissements immobiliers de l'État se sont également effondrés.
Le pays se reconvertit en paradis fiscal, s'adonne à la vente de passeports, et accueille un centre de réfugiés pour le compte de l'Australie, générant un certain nombre de critiques de la communauté internationale,. Elle monnaie également son influence à l'ONU avec Taiwan. De nouveaux gisements de phosphate sont en cours d'exploration, mais les dettes cumulées par le pays l'empêchent d'en tirer parti. Le taux de chômage atteint 90 % de la population.

## Ressources naturelles

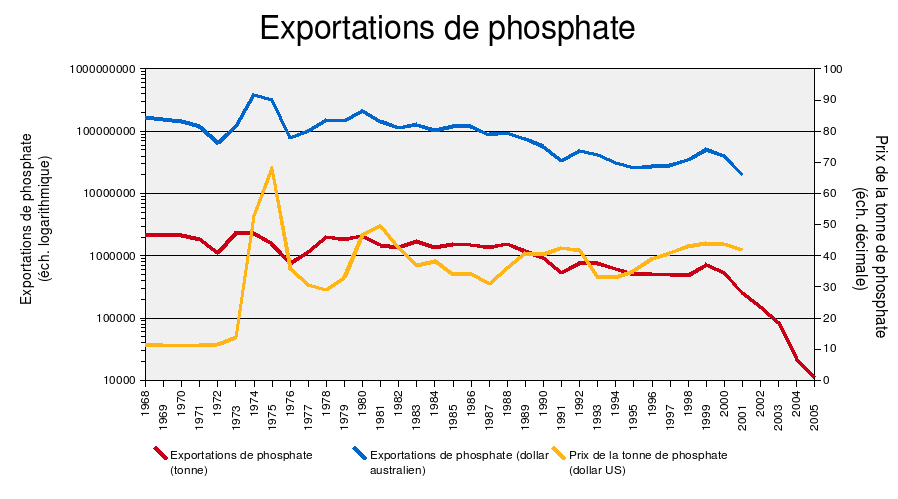
Exportations de phosphate à Nauru entre 1968 et 2001.

Nauru dispose de peu de ressources naturelles.
Quand les Allemands colonisèrent l'île en 1888, ils décidèrent de baser l'économie sur la production de coprah extrait des noix de coco, mais ce fut le phosphate, découvert en 1906, qui fit la richesse de l'île.
Nauru dispose aussi de quelques ressources halieutiques. L'accord de Nauru est en vigueur depuis 1982 entre Nauru et sept autres pays océaniens.

## Infrastructures

### Transports
- Il existe 24 km de routes goudronnées[7] et 6 km de route de terre battue pour un réseau routier total de 30 km.
- Nauru possède deux ports (Aiwo et Anibare) mais, comme ils ne sont pas situés en eau profonde, le chargement du phosphate sur les phosphatiers est réalisé à l'aide d'installations en porte-à-faux.
- L'Aéroport International de Nauru dessert Brisbane (Australie), Honiara (Îles Salomon), Nadi (Fidji), Tarawa (Kiribati), Majuro (Îles Marshall) et Pohnpei (Micronésie).
- Il existe 5 km de voies ferrées désaffectées qui servaient autrefois à transporter le phosphate du centre de l'île jusqu'à la zone de traitement situé sur la côte orientale.

Le gouvernement s'est doté d'une flotte aérienne de cinq Boeing 737 pour fonder Air Nauru.  Air Nauru s'est avérée être un véritable gouffre financier, en réalisant beaucoup de vols à vide. La compagnie aérienne a dû vendre plusieurs de ses avions, et a durant un certain temps, complètement arrêté d'opérer. Elle a repris son activité après avoir reçu une aide financière de Taiwan ce qui lui a permis d’acheter de nouveaux avions. Elle possède aujourd'hui quatre avions passagers et un de fret. 

### Énergie
L'électricité utilisée à Nauru est produite à 60 % par des centrales à combustibles fossiles. La production en 2000 se chiffrait à 30 millions de kilowatts heures (kWh). Le gouvernement a cependant acheté plusieurs panneaux solaires, grâce à une aide financière de Taiwan. Il n'y a pas d'importation et d'exportation d'électricité.

### Télécommunications
En 2001, Nauru comptait moins de 2 000 lignes téléphoniques fixes et environ 1 500 téléphones portables. Les infrastructures de communication, tant pour les services radiotéléphoniques locaux qu'internationaux, proviennent d'Australie et sont de bonne qualité. L'île dispose d'une station de radio AM et d'une station de télévision qui diffuse pour les quelque 500 téléviseurs présents dans le pays. Concernant l'Internet, le domaine national de Nauru est ".nr", et un fournisseur d'accès est disponible.

### Incarcération
Lorsque l'Australie a mis en place la solution du Pacifique, Nauru a accueilli un centre de transit pour réfugiés, moyennant une compensation économique. Il est aujourd'hui occupé par une trentaine de personnes.

## Structure économique

### Secteur primaire
- Perception d'environ 4,9 millions d'euros en droits de pêche[Quand ?].
- Exploitation du phosphate.

### Secteur secondaire
- Usines de dessalement de l'eau de l'océan.
- Usines de nettoyage et traitement du phosphate.

### Secteur tertiaire
- Redevance d'environ 575 000 euros du secteur bancaire.[Quand ?]

Pour seulement 25 000 dollars, on peut lancer une banque à Nauru. En janvier 2014, le pays figure sur la liste française des paradis fiscaux.

## Partenaires commerciaux
Le principal partenaire commercial de Nauru est l'Australie. Taïwan fournit également une aide financière et matérielle majeure.

## Rôle de l'État
En date du 11 février 2005, Nauru restait l'un des trois États (avec le Nigéria et la Birmanie) considérés par le Groupe d'action financière sur le blanchiment des capitaux (GAFI) comme « pays et territoires non coopératifs » (PTNC) dans la lutte contre le blanchiment d'argent.
En outre, en 2004, Nauru a été au bord de la banqueroute à la suite de placements douteux et inconséquents (après avoir été un des États les plus riches au monde, sur le critère PNB par habitant). Les réserves s'étant volatilisées, Nauru ne pouvait ni payer les salaires de ses fonctionnaires (qui faisaient vivre l'économie locale), ni conserver ses biens immobiliers, dont la tour Nauru à Melbourne. Un effort régional de solidarité afin de remettre à flot le petit État de Nauru se poursuit encore de nos jours, avec le Forum des îles du Pacifique en position de coordinateur de bonnes volontés. Le Forum annonce, outre les mesures déjà mises en œuvre depuis l’an dernier par l’Australie (y compris l’envoi d’une cinquantaine d’experts dans les domaines de la justice, des finances, du trésor, du budget, de la police et de la justice), de nouvelles initiatives émanant de la Nouvelle-Zélande et du Japon. À Wellington, on annonce la prise en charge financière de trois nouveaux postes (un juge, un greffier et un juriste), au sein de l’appareil judiciaire. Selon Greg Urwin, secrétaire général du Forum, ces annonces viennent en réponse à des « besoins critiques » à Nauru, qui fait désormais l’objet d’un « plan de secours » baptisé « aide régionale océanienne à Nauru » (PRAN, Pacific Regional Assistance to Nauru). Quant au Japon, il accepte de débloquer des financements qui seront destinés à permettre au Forum de coordonner et de poursuivre l’élaboration de ce PRAN en mettant en place les politiques à venir. La Banque asiatique de développement (ADB, basée à Manille, Philippines) est également associée à ces efforts.
Son économie qui était basée sur le phosphate, pratiquement épuisé depuis 2010, a conduit à la pollution et la mort des récifs de corail. Aujourd'hui, Nauru reçoit de l'argent pour accueillir sur son territoire les demandeurs d'asile, en attendant que l'Australie examine leur dossier et décide de leur avenir.